# Hogna raffrayi
Hogna raffrayi är en spindelart som först beskrevs av Simon 1876.  Hogna raffrayi ingår i släktet Hogna och familjen vargspindlar. Inga underarter finns listade i Catalogue of Life.